# Бертали, Антонио
Антонио Бертали (итал. Antonio Bertali; март 1605 года, Верона, республика Венеция — 17 апреля 1669 года, Вена, эрцгерцогство Австрия) — итальянский композитор и скрипач, работал преимущественно в Вене.

## Биография
Антонио Бертали родился в марте 1605 года в Вероне, в республике Венеция. Начальное музыкальное образование получил у Стефано Бернарди. Вскоре слава о нём, как о виртуозном исполнителе музыкальных произведений на скрипке, распространилась за пределами родного города.
В 1623 году переехал в Вену. С 1624 года служил придворным музыкантом при дворе императора Фердинанда II. 1 апреля 1637 года получил место скрипача в придворной капелле в Вене, а в 1641 году был назначен вице-капельмейстером императорской капеллы. 1 октября 1649 года получил место капельмейстера, сменив на этом посту Джованни Валентини. Ему было назначено жалование 1200 флоринов.
Большинство сочинений Антонио Бертали написал по заказу императоров и представителей императорской семьи. Среди них кантата «Царственная жена» (итал. Donna real), премьера которой состоялась в Вене, в придворном театре 21 января 1631 года в день бракосочетания Фердинанда II и инфанты Марии Анны Испанской, «Регенсбургская месса» (лат. Missa Ratisbonensis) впервые прозвучавшая в Регенсбурге в 1636 году, «Реквием Фердинанду II» (итал. Requiem pro Ferdinando II), опера («драматическая история», итал. favola dramatica) «Фетида» (итал. Theti), поставленная на сцене Театро Дукале в Мантуе, во время карнавала 1652 года, по случаю визита эрцгерцога Фердинанда Карла Австрийского. В 1653 году император Фердинанд III, отправился на имперский сейм в Регенсбург со свитой из 60 музыкантов, заказав Антонио Бертали новую оперу. Премьера состоялась 20 февраля того же года в Регенсбурге. Опера называлась «Обман любви» (итал. L'inganno d'amore). Самым известным произведением Антонио Бертали является «Чакона» (итал. Ciaconna). При дворе Габсбургов композитор пользовался особой поддержкой, что позволило ему доминировать на сценах оперных театров Вены вплоть до своей смерти.
Антонио Бертали умер 17 апреля 1669 года в Вене.

## Творческое наследие
Творческое наследие композитора включает 9 опер, несколько ораторий, кантату, многочисленные камерные и духовные сочинения. Всего около 600 произведений. Его оперы отличаются от установившихся в то время традиций итальянской оперы-сериа в Вене.
Около половины его произведений утрачена. Сохранились копии сочинений Антонио Бертали, сделанные его современником, Павлом Йозефом Вейвановским, несколько десятков автографов автора хранятся в Хофбиблиотеке в Вене, библиотеке Кремсмюнстерского аббатства и архиве Кромержиже. Самым важным источником произведений Антонио Бертали является каталог в Вене (итал. Distinta Specificatione), в котором перечислены несколько придворных композиторов Габсбургов. В нём указаны более 200 сочинений композитора.